# St. Barbara-Friedhof

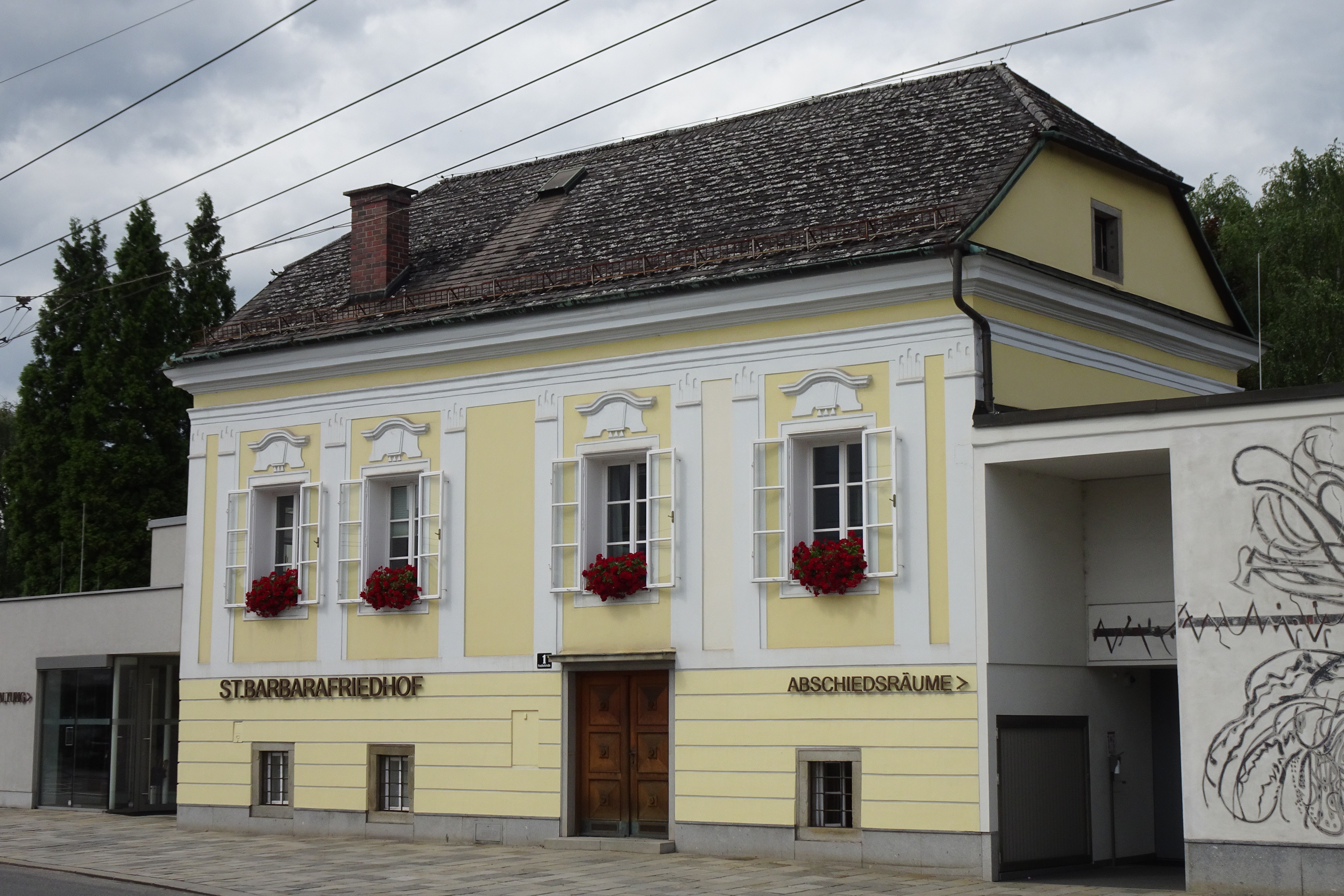
Ehemaliges Totengräberhaus, nunmehr Sitz der Friedhofsverwaltung

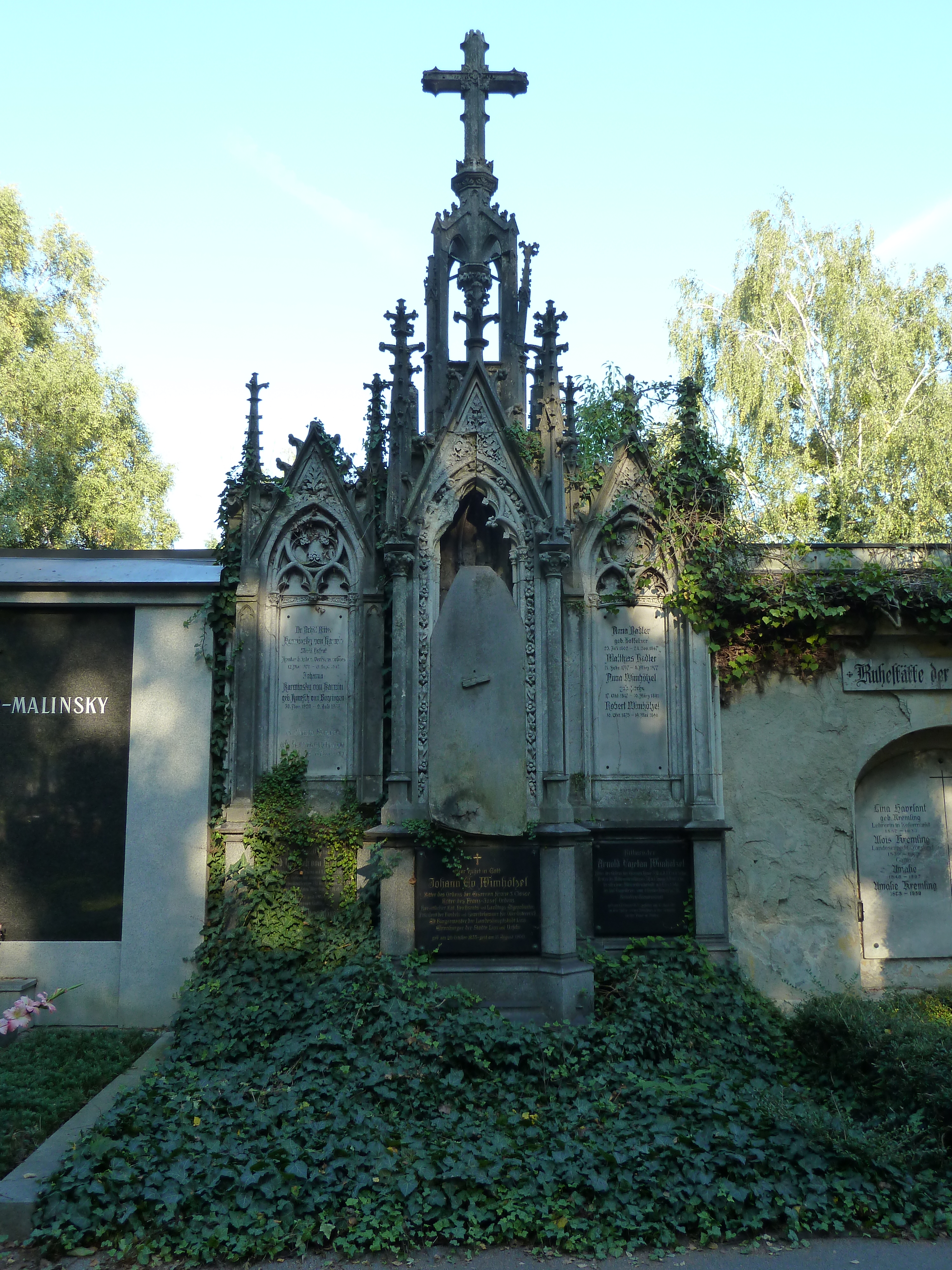
Wimhölzel-Gruft

Der St. Barbara-Gottesacker (meist Barbarafriedhof genannt) zählt zur Gruppe der Friedhöfe in Linz. Er wird von der St. Barbara-Gottesackerstiftung betrieben, die vom jeweiligen Stadtpfarrer von Linz geleitet wird.
Der Friedhof hat eine Fläche von circa 12 Hektar und beherbergt etwa 20.000 Gräber. Er liegt direkt südlich der Westbahn im Statistischen Bezirk Bulgariplatz und wird von der stark befahrenen Dinghoferstraße in zwei Teile geteilt. Neben der katholischen existiert auch eine Abteilung mit jüdischen Gräbern. Seit 1860 wurden etwa 180.000 Verstorbene auf dem Areal begraben. Er steht seit längerer Zeit Personen aller Konfessionen oder ohne Konfession offen.

## Geschichte
Um das Jahr 1286 wurde im Zuge der Errichtung der Linzer Stadtpfarrkirche um diese herum ein Pfarrfriedhof angelegt. 1531 wurde der Pfarrfriedhof auf ein Areal nahe der Kreuzung zwischen der heutigen Landstraße und Betlehemstraße verlegt. In der zweiten Hälfte des 16. Jahrhunderts – oft wird 1599 genannt, möglicherweise auch früher – wurde der Friedhof wiederum verlegt, in die Nähe des heutigen Friedensplatzes.
Auf diesem Friedhof wurde 1658 eine Kapelle errichtet und der Heiligen Barbara geweiht, die dem Friedhof seinen Namen gab. Nach einem Hofdekret von Kaiser Joseph II., das die Verlegung von Friedhöfen aus den Innenstädten in das Umland vorschrieb, wurde der St. Barbara-Friedhof 1786 aufgelassen.
Als Ersatz wurde das noch heute verwendete Grundstück außerhalb der damaligen Stadt angekauft. Auch dieser Friedhof trug und trägt wiederum den Namen St. Barbara-Friedhof.
Während der Zeit des Nationalsozialismus wurden auf diesem Friedhof zahlreiche Opfer der NS-Euthanasie in der psychiatrischen Anstalt Niedernhart bestattet.

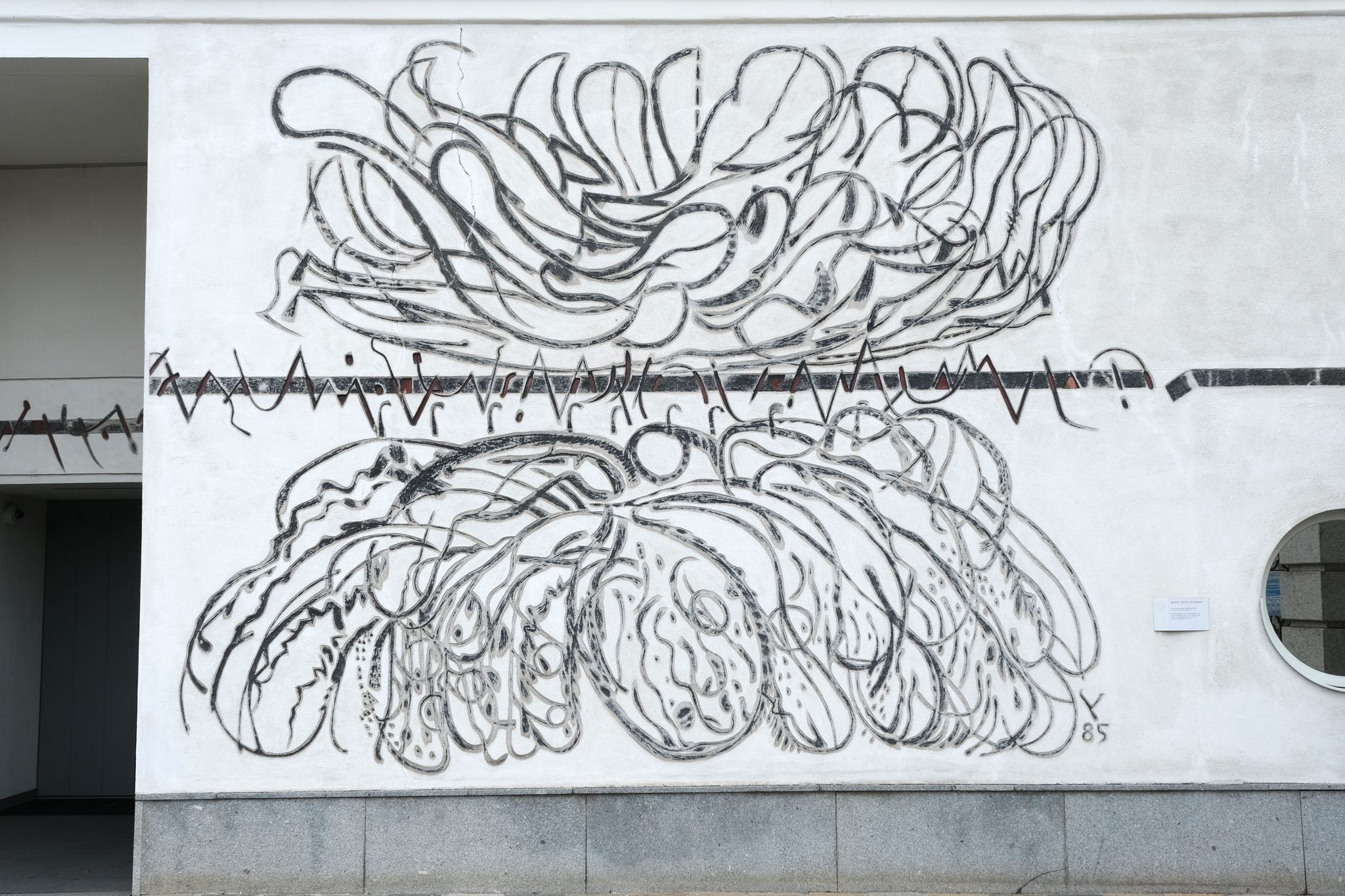
Werden und Vergehen

Von 1985 stammt die unter Denkmalschutz stehende Ritzzeichnung Werden und Vergehen am Eingang zur Friedhofstraße. Der Künstler ist Hans Hoffmann-Ybbs.

## Gräber bekannter Persönlichkeiten
- Josef Ahammer (1935–2017)
- Vincenz von Augustin (1780–1859)
- Kurt Azesberger (1960–2020)

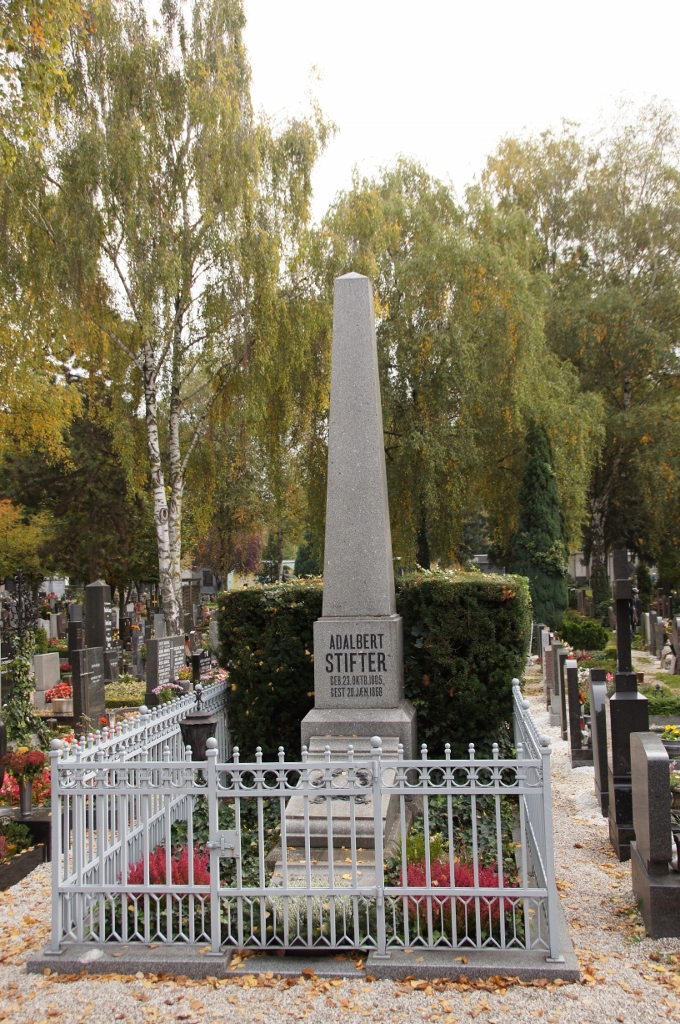
Grab von Adalbert Stifter

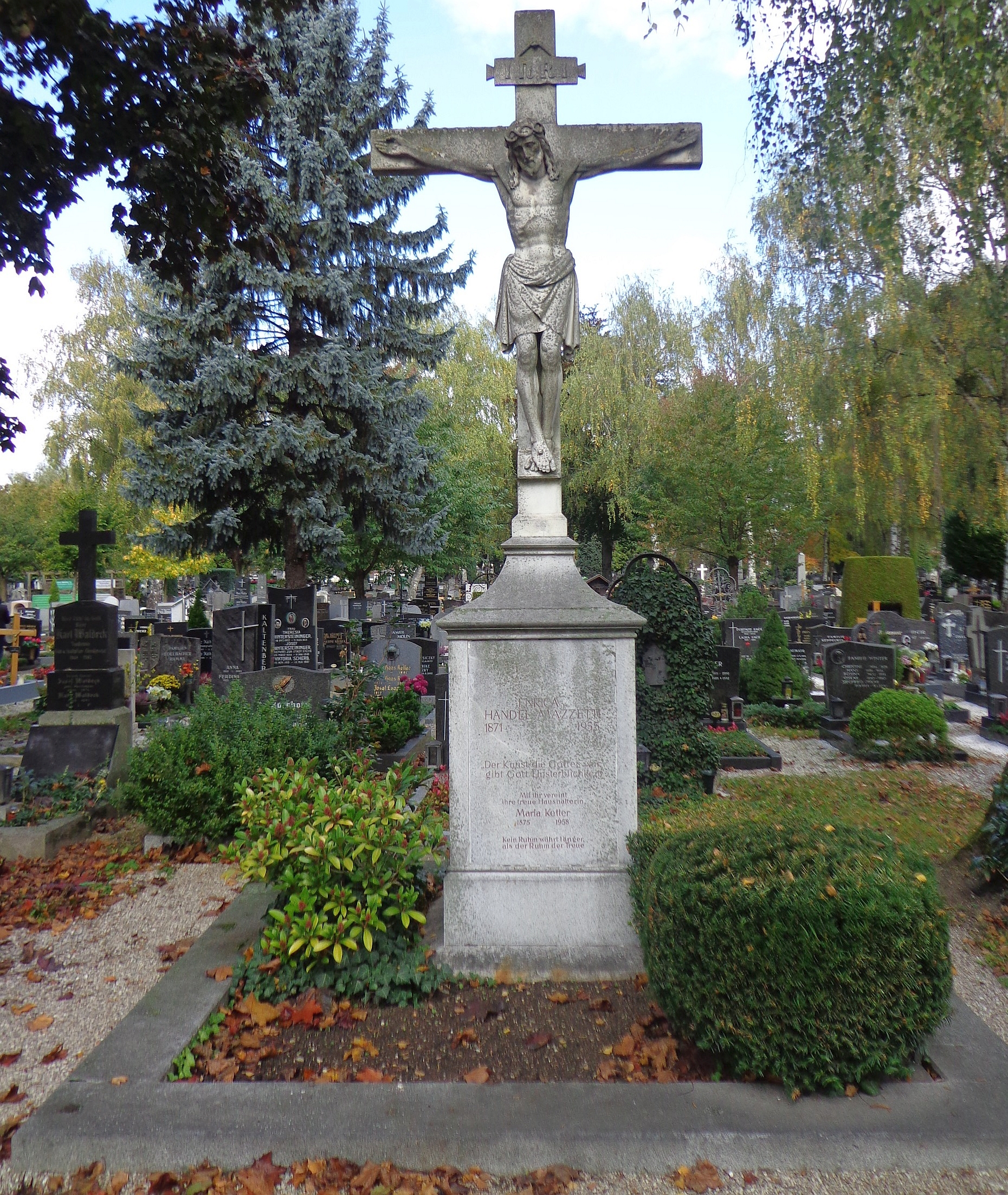
Grab von Enrica von Handel-Mazzetti

- Mauriz Balzarek (1872–1945), Architekt und Jugendstil-Baumeister
- Ferry Bauer (1916–2010), Regisseur, Schauspieler und langjähriger Leiter der Literatur- und Hörspielabteilung im ORF-Landesstudio Oberösterreich
- Karl Richard Benedik (RIK) (1962–2011)
- Anton Bulgari (1877–1934)
- Emil Dierzer von Traunthal (1844–1904)
- Josef Dierzer von Traunthal (1800–1857)
- Franz Dinghofer (1873–1956)
- Vilma Eckl (1892–1982), Malerin
- Adolf Eigl (1883–1958)
- Arthur Fischer-Colbrie (1895–1968)
- Vinzenz von Fox (1859–1931)
- Eligius Freudl (1875–1951)
- Wolfgang Fürlinger (1933–2019)
- Heinrich Gleißner (1893–1984)
- Herbert Grau (1916–1973)
- Karl Grünner (1932–2003)
- Leo Habringer (1927–2002)
- Othmar Hageneder (1927–2020)
- Enrica von Handel-Mazzetti (1871–1955)
- Igo Hofstetter (1926–2002)
- Gunter Janda (1933–2015)
- Philipp Kohout (1852–1916)
- Anton Lanzinger von Lanzenfels (1858–1939), Feldmarschallleutnant
- Albert Leibenfrost (1923–2005)
- Franz Lorenzoni (1890–1948)
- Helmut Ortner (1927–2024)
- Anton Pachinger (1864–1938)
- Benedikt Pillwein (1779–1847)
- Carl Franz Planck von Planckburg (1833–1880)
- Carl Leopold Planck von Planckburg (1802–1868)
- Hermann Planck von Planckburg (1840–1904)
- Karl Planck von Planckburg (1869–1945)
- Gerhard Possart (1923–1996)
- Andreas Reischek (1845–1902)
- Franz Resl (1883–1954)
- Johann Rint (1814–1900)
- Josef Rint (1838–1876)
- Günter Rombold (1925–2017)
- Edward Samhaber (1846–1927)
- Johann Michael Scheibenpogen (1703–1794)
- Matthäus Schlager (1870–1959)
- Josef Schmirl (1897–1938)
- Adalbert Stifter (1805–1868) und seine Frau Amalie Stifter (1811–1883)
- Herwig Strobl (1940–2019)
- Rudolf Towarek (1885–1959)
- Rudolf Trauner (1954–2024)
- Rudolf Trauner (1918–2004)
- Josef Walk (1902–1978)
- Susi Wallner (1868–1944)
- Otto Wutzel (1918–2013)
- Rudolf Zinnhobler (1931–2016)
- Gemeinschaftsgrab acht ermordeter Polizisten († 1945)